# 山本理
山本 理（やまもと おさむ、1933年3月13日 ‐ 2016年11月19日）は、日本の高校野球指導者。栃木県出身。史上初の甲子園大会春夏連覇を達成した監督。

## 来歴
栃木県に生まれ、1945年に下野中学校（のちの作新学院高等学校）に入学。神奈川大学を経て、1955年に母校・作新学院の監督に就任した。1958年の第40回全国高等学校野球選手権大会で甲子園初出場し、ベスト4まで進出する。そして1962年の第34回選抜高等学校野球大会と第44回全国高等学校野球選手権大会を制し、史上初の春夏連覇を達成した。1973年には江川卓を擁して春夏連続出場したことでも知られる。のち部長に転じた。2016年11月19日、83歳で死去。

## 指導した選手
- 八木沢荘六
- 江川卓